# Parque del Tren Trinitarios
El Centro de Interpretación del Ferrocarril y de las Vías Verdes de Trinitarios (en euskera:Trinitarios Trenaren eta Bide Berdeen Interpretazio Zentroa), también denominado Parque del Tren Trinitarios, está situado en el parque Kosterapea en Trinitarios, Pamplona. Con una superficie de 6.740 m², combina un circuito que, mediante reproducciones a escala de locomotoras y vagones, puede ser recorrido por los visitantes, con un edificio que simula una estación con exposiciones sobre la historia del ferrocarril, con especial referencia a Navarra. El parque es impulsado y atendido por la Asociación Navarra de Amigos del Ferrocarril.

## Inauguración del parque y del circuito ferroviario
El Ayuntamiento de Pamplona en noviembre de 2021 otorgó a la Asociación Navarra de Amigos del Ferrocarril (ANAF), una concesión administrativa para convertir el parque en un Centro de Interpretación del Ferrocarril y las Vías Verdes. De acuerdo con esta concesión, ANAF se comprometió a ejecutar determinadas obras y edificaciones para completar este centro de interpretación. El parque fue inaugurado el 17 de junio de 2022, y desde esa fecha está operativo un doble circuito ferroviario -uno corto y otro largo- con vías de ancho de 5", que incluye puentes, túneles, desvíos, enlaces, y el andén de la estación. El circuito largo puede ser recorrido, en unos cinco minutos, con trenes a escala que utilizan réplicas de distintos tipos de locomotoras.El circuito incluye un edificio de cocheras, para guardar las locomotoras y atender a su conservación, y una rotonda de plato giratorio.
El parque cuenta con 12 recreaciones a escala de locomotoras, capaces de mover los trenes por el circuito. Dos de estas locomotoras son propiedad de la ANAF, y diez de sus socios.

## Salas de maquetas y aula del tren
El parque incluye una edificación a modo de estación del tren formada por dos volúmenes conectados por una cubierta de 401,60 m². En uno de estos volúmenes se incluyen dos maquetas con recreaciones de distintos recorridos ferroviarios; en una de ellas, realizada a escala 1/87 se puede contemplar la estación de Pamplona y la estación de Tafalla, así como una recreación del propio Parque del Tren. En la otra maqueta, realizada a escala 1/160, se ha representado un paisaje ferroviario con la estación de Alsasua. Esras dos maquetas cuentan con trenes en miniatura que recorren los correspondientes circuitos. Esta sala se completa con vitrinas que contienen un buen número de maquetas de distintos tipos de trenes, e información sobre las vías verdes que utilizan el trazado de los distintos trenes de vía estrecha que funcionaron en Navarra hasta mediados del siglo XX, iniciando algunas de ellas su actividad en 1882: el Plazaola (Pamplona-San Sebastián), el Irati (Pamplona-Sangüesa), el Tarazonica (Tudela-Tarazona)  y el Vasco-Navarro (Estella-Vitoria)
En el otro de los volúmenes del edificio se sitúa el aula del tren donde se realizan proyecciones y charlas sobre la historia del ferrocarril en Navarra. Entre estas proyecciones destaca una filmación con imágenes originales del Irati, incluyendo un reportaje sobre el último servicio de este tren realizado el 31 de diciembre de 1955.Unida a esa sala se encuentra una biblioteca con muy diversas publicaciones -españolas y extranjeras- sobre el ferrocarril.

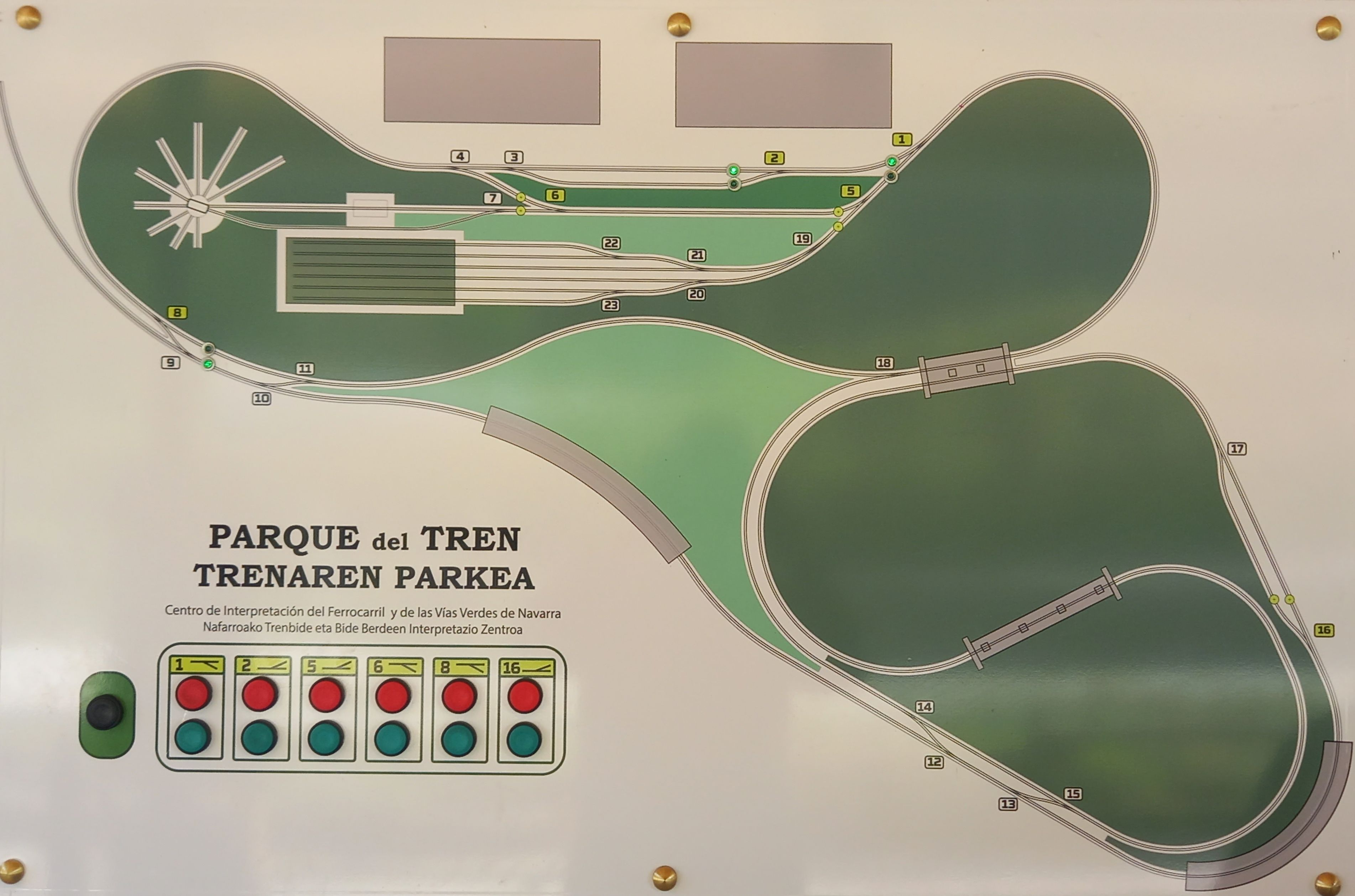
Plano con los circuitos ferroviarios
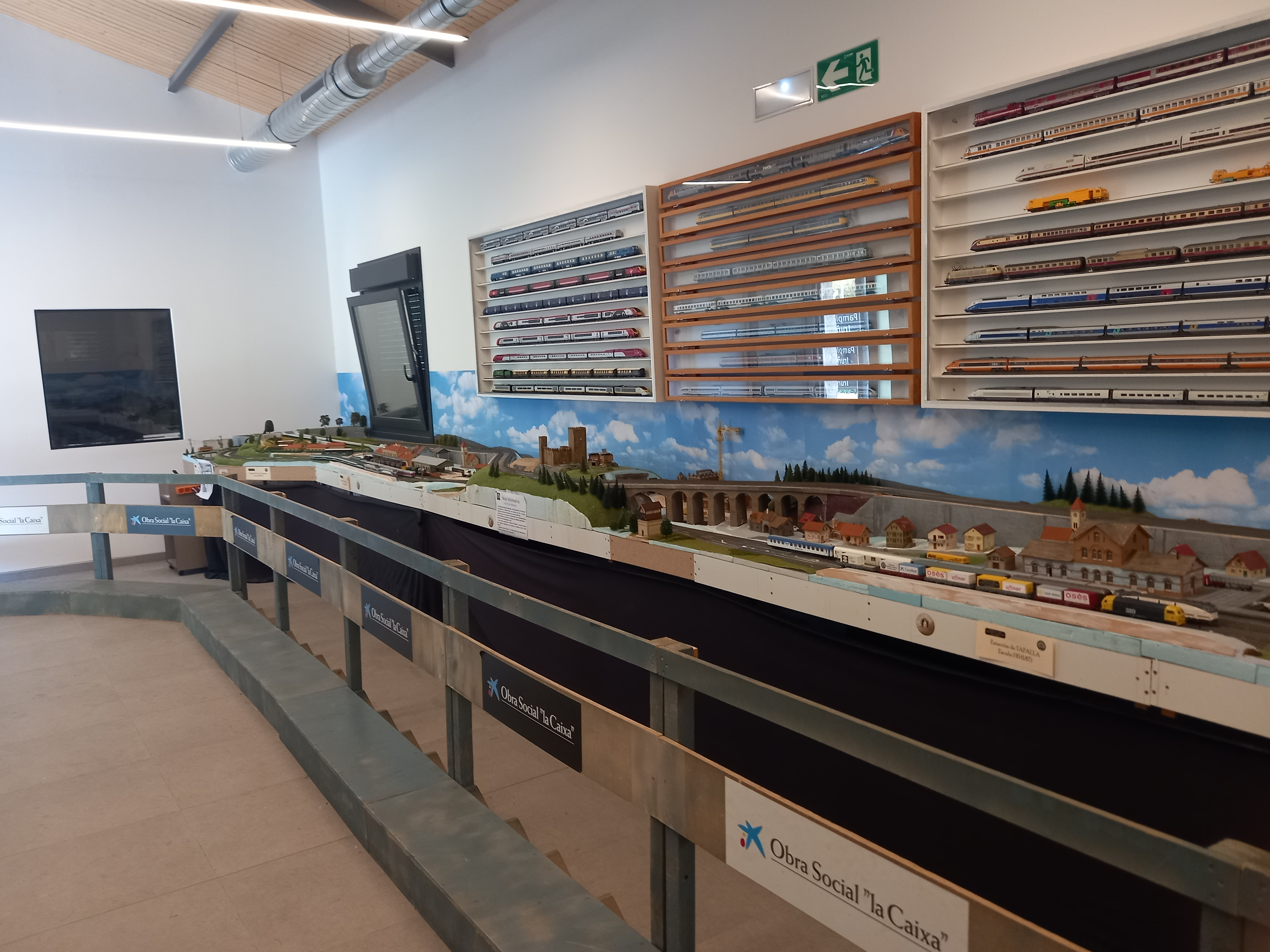
Maquetas con las estaciones cercanas
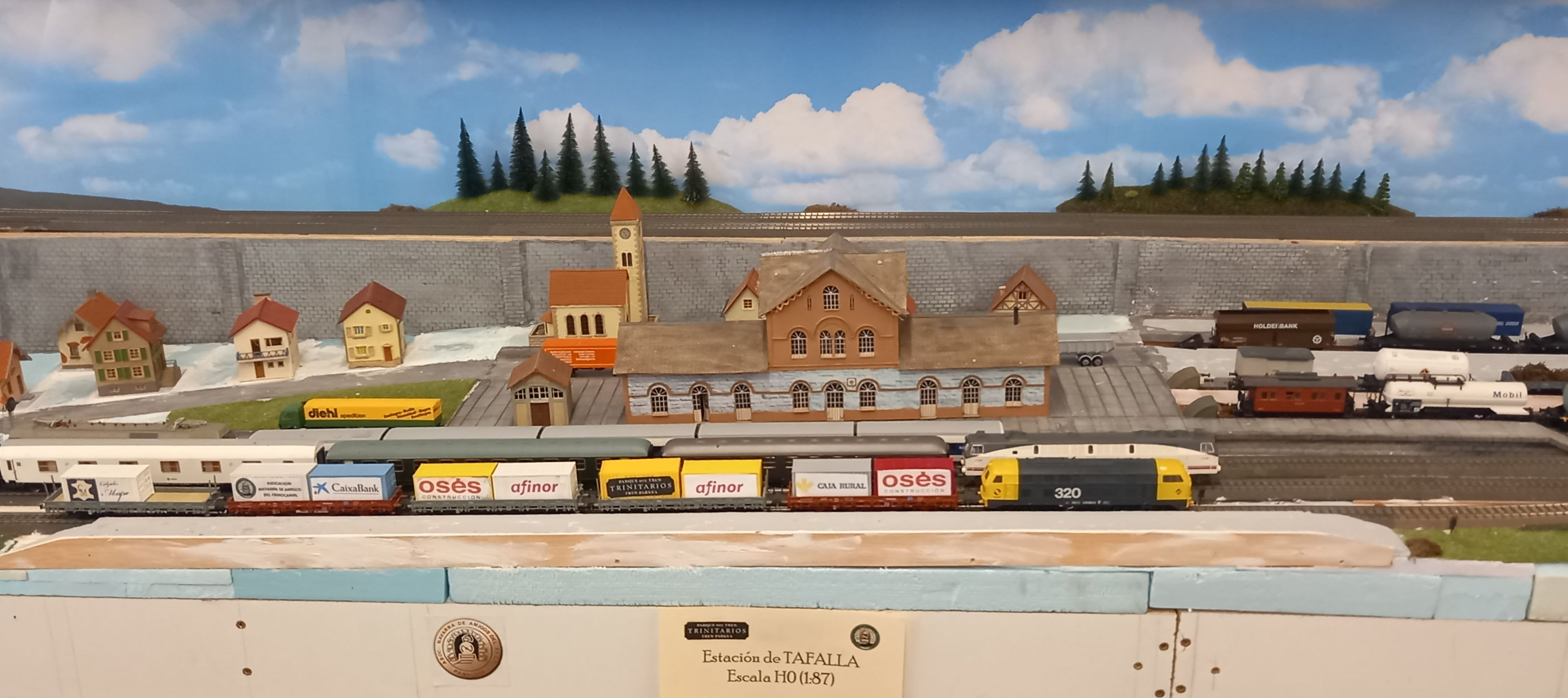
Maqueta de la estación de Tafalla
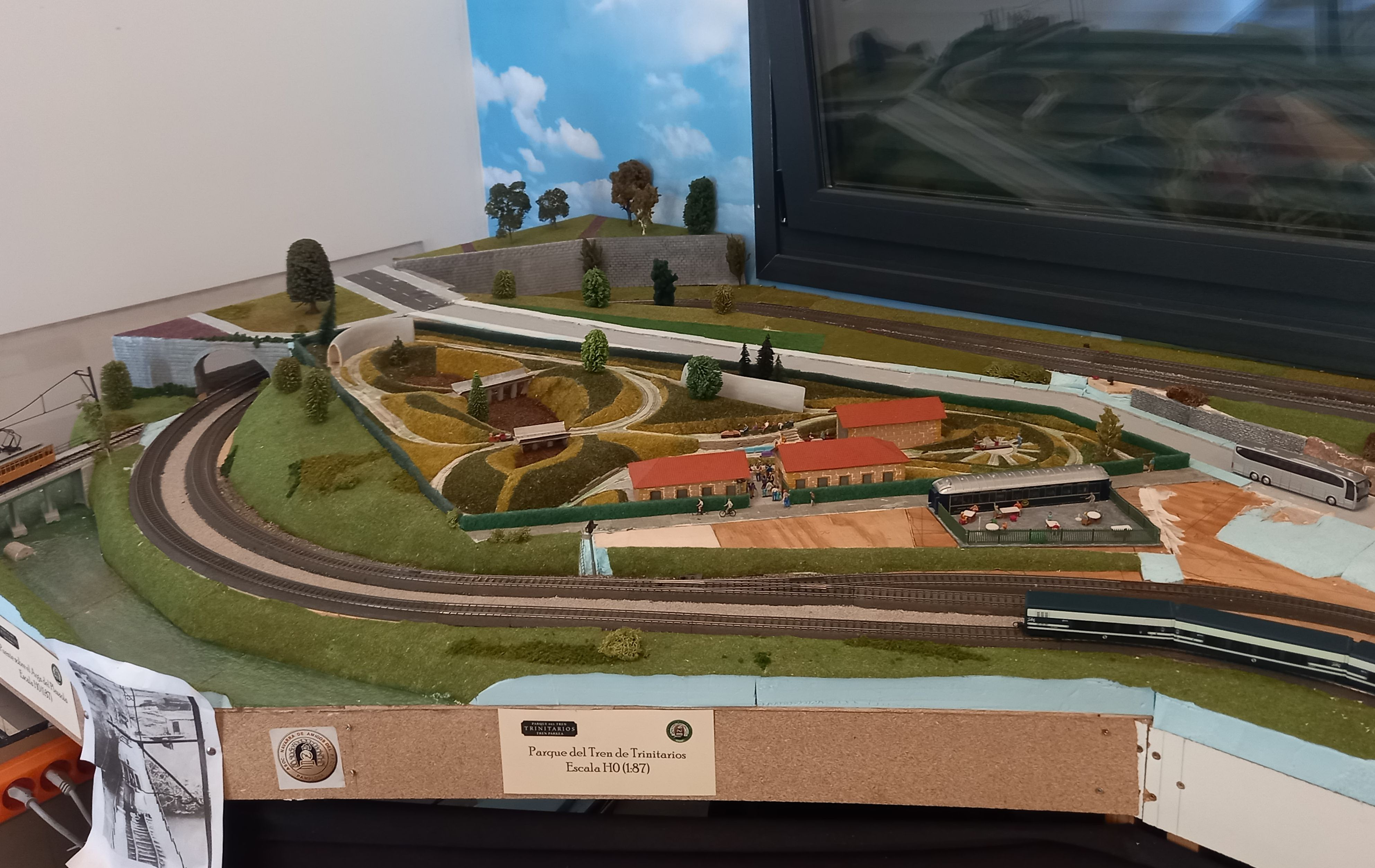
Maqueta del parque de Trinitarios

## Visitas al parque y otras actividades
El parque queda abierto a los visitantes en la temporada de primavera-otoño (sábado mañana y tarde, y domingo por la mañana, de abril a octubre, salvo en los Sanfermines) y en Navidad (por las mañanas del 21 de diciembre al 5 de enero, excepto el día de Navidad). Cuando se cumplió el segundo aniversario de la inauguración del Parque, este había recibido 22.000 visitantes.
Durante el curso escolar se organizan por la mañana visitas con los alumnos de las distintos colegios de la comarca, en las que se les explica con detenimiento las características del parque y del mundo ferroviarios
Todos los años se celebra en el parque la Fiesta del Tren, durante un fin de semana de septiembre; esta fiesta supone una cita dentro del circuito de encuentros nacionales de parques de trenes de cinco pulgadas. Ya en el primer encuentro celebrado del 16 al 18 de septiembre de 2022 pudieron utilizar el circuito del parque 35 locomotoras, onde de ellas de vapor.
El parque es atendido por voluntarios de la ANAF, una asociación del aficionados del mundo ferroviario, fundada en Pamplona en 1959, fue una de las seis asociaciones que el 29 de junio de 1964 constituyeron la Federación Española de Asociaciones de Amigos del Ferrocarril. 

## Galería

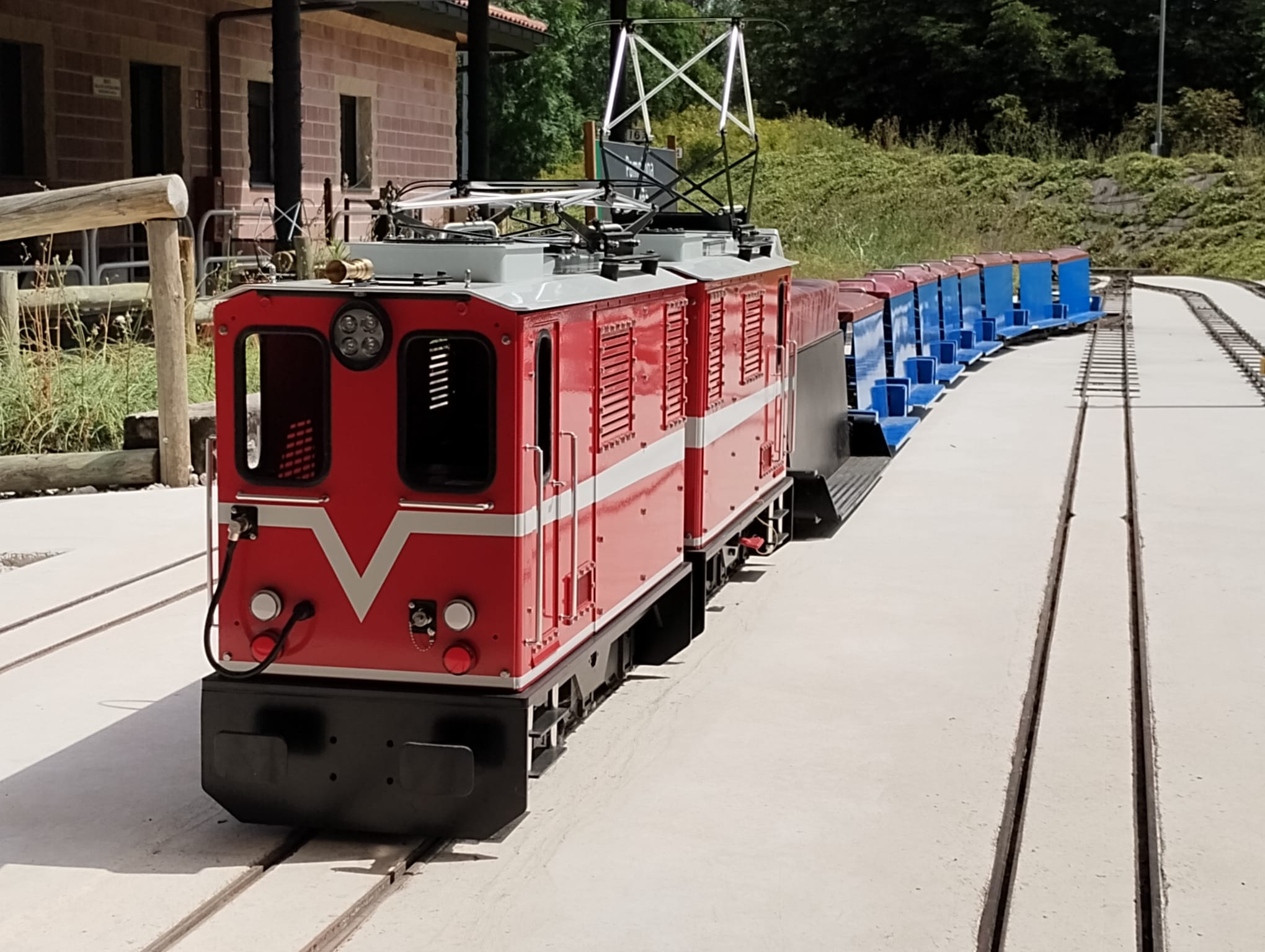
Locomotora de gasoil
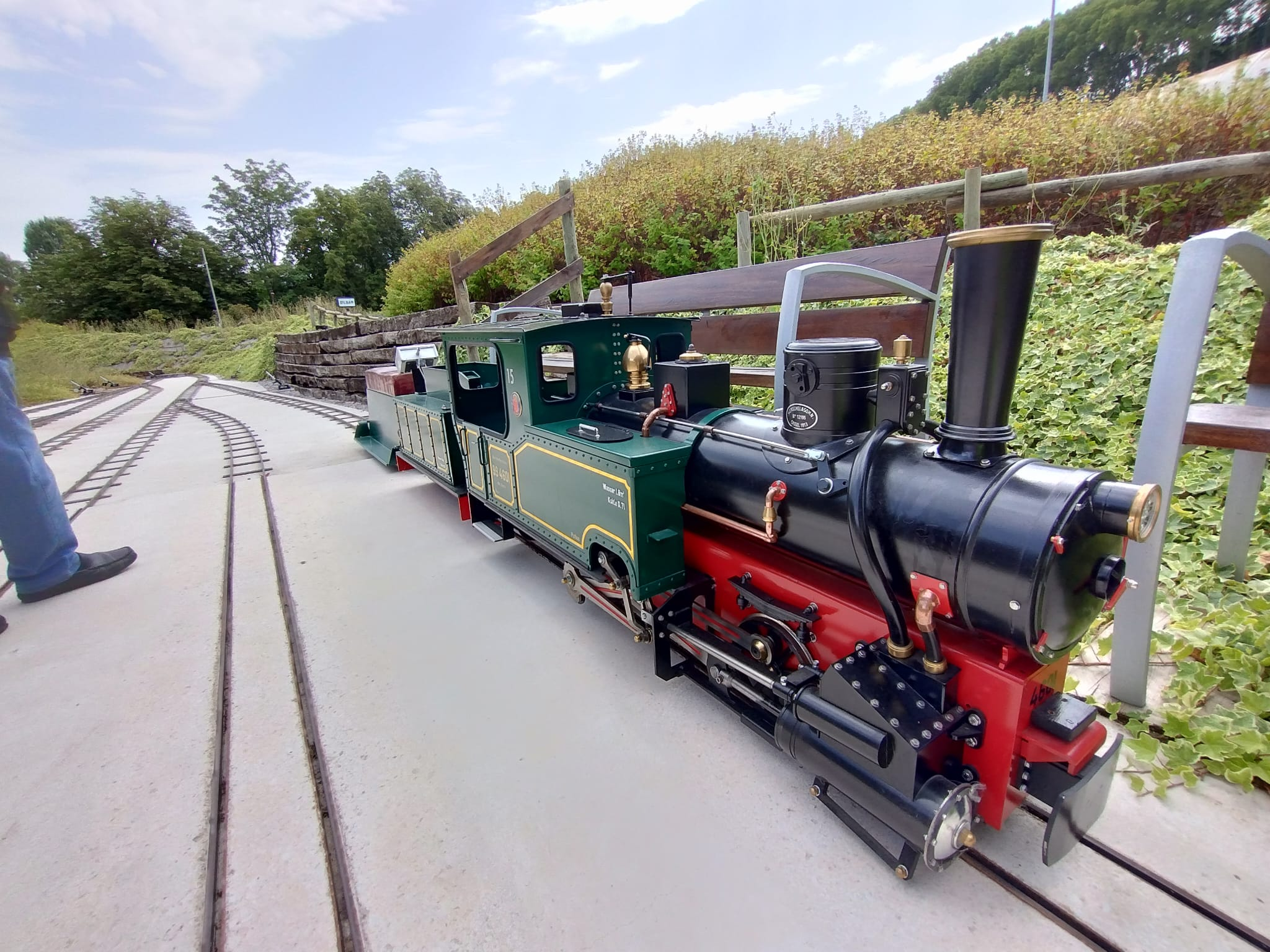
Locomotora de vapor
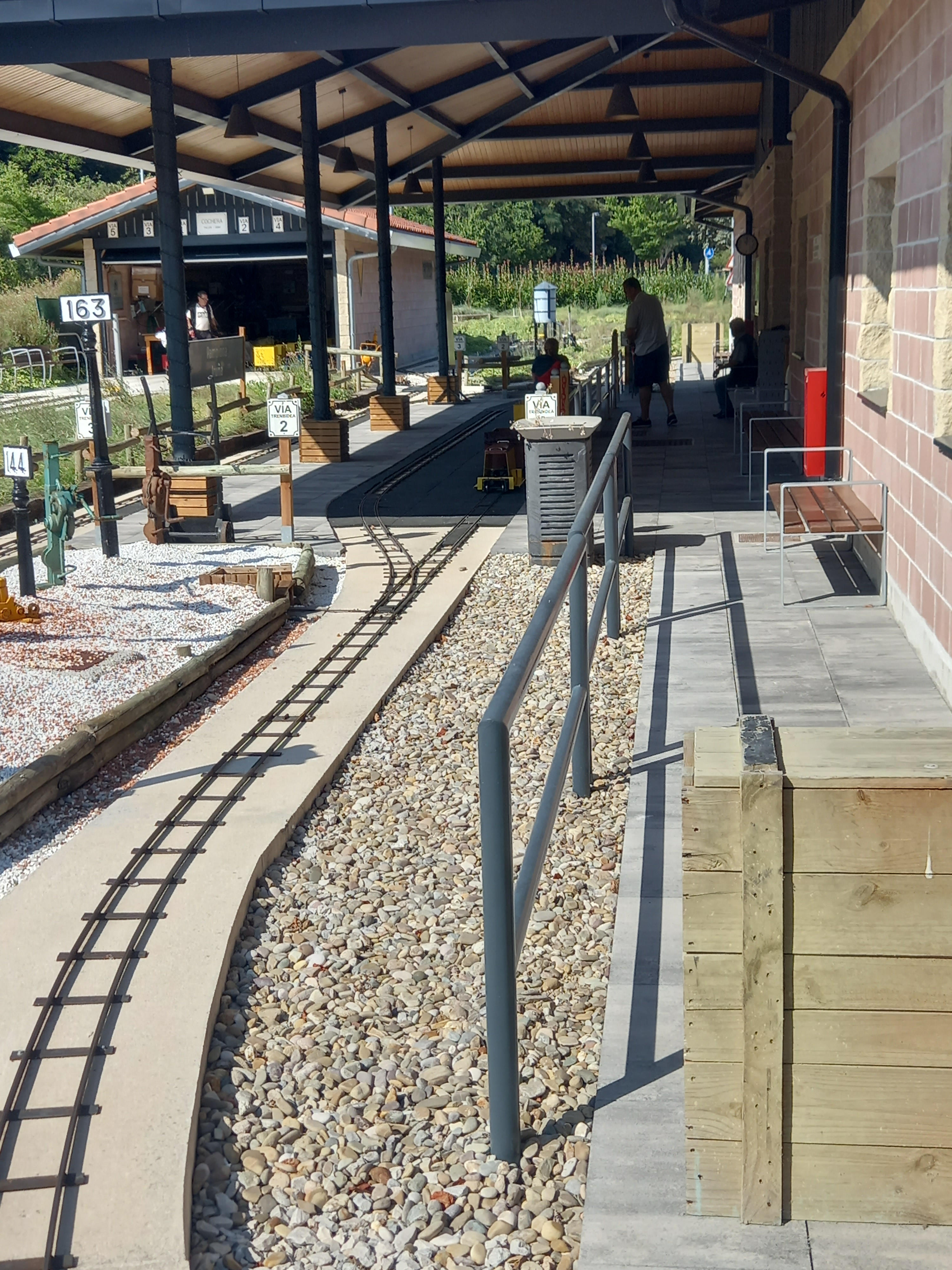
La estación del parque
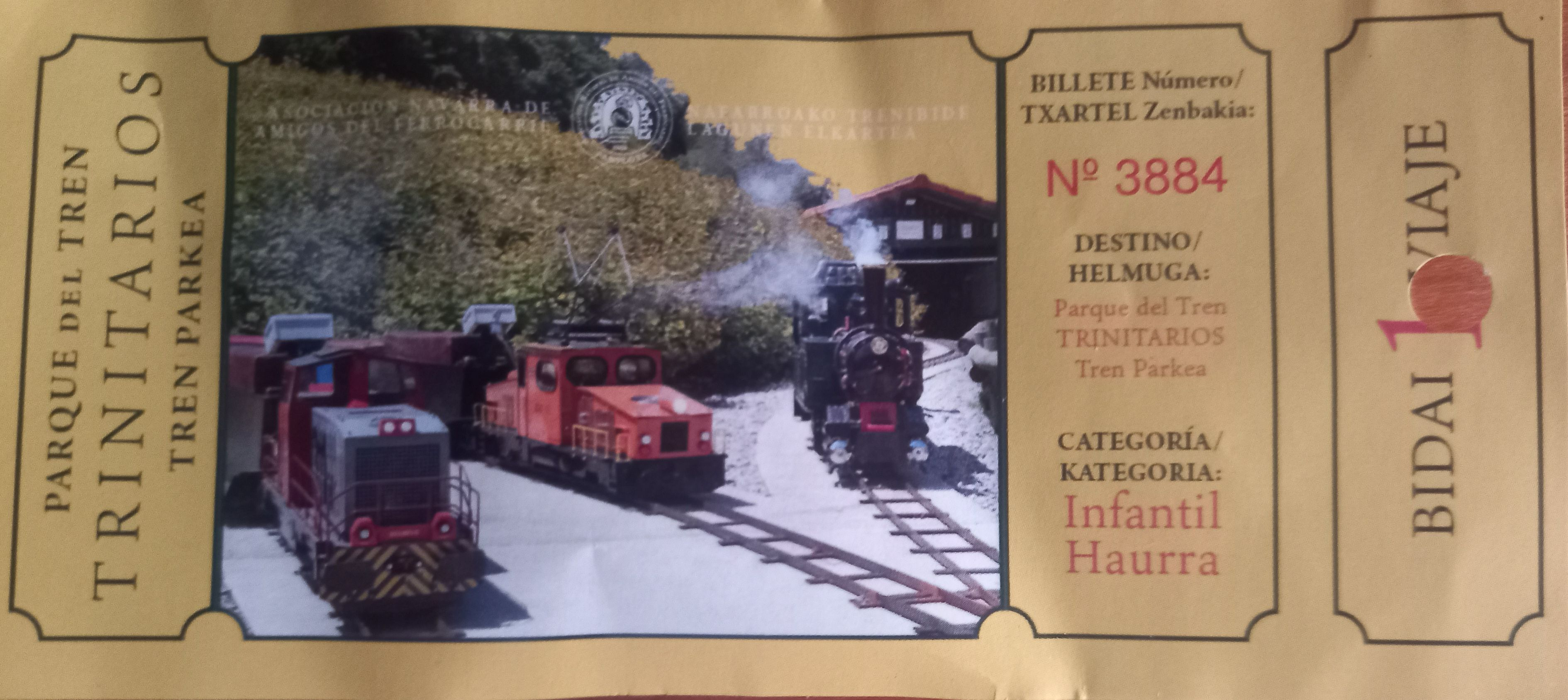
Billete de acceso al parque y al viaje
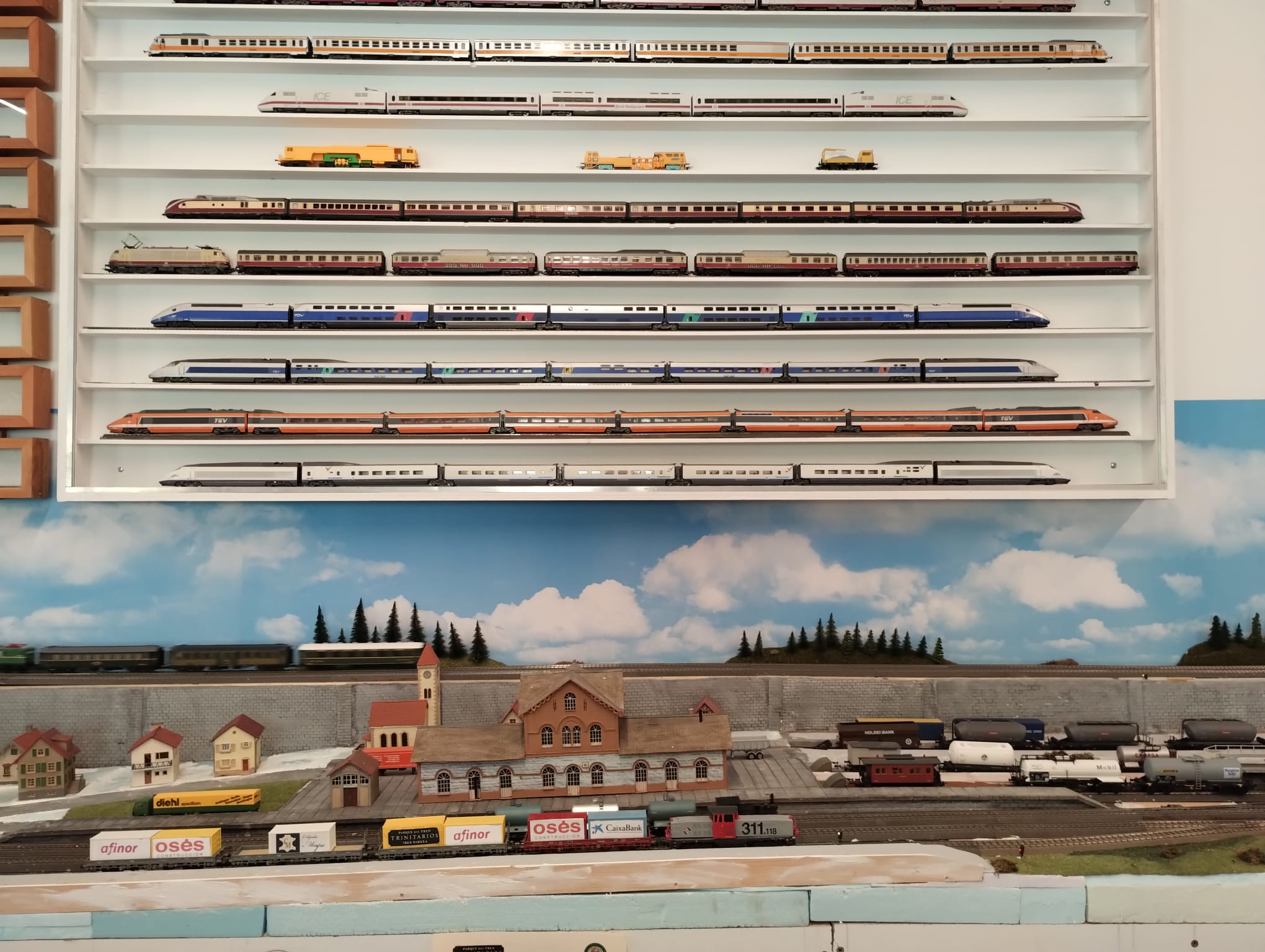
Vista de la sala de maquetas